# 沃盧伊基
49°56′34″N 24°52′58″E / 49.94278°N 24.88278°E
沃盧伊基（烏克蘭語：Волуйки），是烏克蘭西部的村莊，隸屬利維夫州的佐洛奇夫區。該村面積1.38平方公里，海拔高度308米，2001年人口90，人口密度每平方公里65.03人。